# Zoophthorus gigas
Zoophthorus gigas là một loài tò vò trong họ Ichneumonidae.